# Когония, Иуа Абасович
Иуа Абасович Кого́ния (абх. Коӷониа Иуа Абас-иҧа; 28 октября (10 ноября) 1903, Кутол, Очамчирский район — 15 июня 1928, Сухум) — абхазский советский поэт.

## Биография
Родился 28 октября (10 ноября) 1903 года в Кутоле, Очамчирского района Абхазии в крестьянской семье.
В 1919 году поступил в Сухумскую учительскую семинарию, в 1925 году — в Московский институт журналистики.
Скончался 15 июня 1928 года в Сухуми.

## Творчество
Начал печатать свои стихи в 1920 году в газете «Апсны».
В 1925 году опубликовал отдельной книгой ряд поэм, получивших широкую популярность: «Зосхан Ачба и сыновья Беслана Жанаа» (1924), «Навей и Мзауч», «Хмыдж-охотник», «Абатаа Беслан».
В 1933 году изданные отдельным томом поэмы со стихами составили второе издание, опубликованное уже после смерти поэта. Наиболее полное издание произведений Когонии было осуществлено лишь в 1956 году. Многие произведения поэта вошли в хрестоматии и учебники по абхазской литературе.
Образность произведений писателя опирается на фольклорную поэтику: из народного эпоса поэт черпал не только оптимистические и героические мотивы, но также и темы трагических судеб абхазских крестьян до революции.

## Память
- Бульвар Когониа в Сухуме.